# Avant qu'il ne soit trop tard
Pour plus de détails, voir Fiche technique et Distribution.
Avant qu'il ne soit trop tard est un film français réalisé par Laurent Dussaux, sorti en 2005.

## Synopsis
Un groupe d'amis trentenaires se retrouve le temps d'un week-end dans un chalet de montagne pour ce qui sera en quelque sorte le bilan d'une époque de leur vies et de leurs relations.

## Fiche technique
- Titre : Avant qu'il ne soit trop tard
- Réalisation : Laurent Dussaux
- Scénario : Alain Layrac
- Production : Véronique Rofé pour Attention Moteur!
- Musique : Aymeric Béguin, Loïc Dury et Aymeric Penguin
- Photographie : Myriam Vinocour
- Montage : Loïc Jaspard
- Décors : Denis Mercier
- Costumes : Radija Zeggai
- Pays de production :  France
- Langue originale : français
- Format : couleur
- Genre : comédie
- Durée : 84 minutes
- Dates de sortie :
  - France : 19 mars 2005 (Festival du Film d'Aventures de Valenciennes), 4 mai 2005 (sortie nationale)
  - Belgique : 25 mai 2005

## Distribution
- Frédéric Diefenthal : Phyl
- Émilie Dequenne : Aurélia
- Élodie Navarre : Solange
- Olivier Sitruk : Titi
- Edouard Montoute : Gérard
- Lisa Martino : Marie
- Vanessa Larré : Clarisse
- Éric Savin : Vincent
- Arthur Jugnot : Grégory
- Manuel Blanc : Doug
- Olivier Leborgne : Piercing
- Max Boublil : Rasta blanc
- Olivier Brocheriou :
- Seydina Balde : Rasta noir
- Husky Kihal :
- Antoine Laurent :